# Rosanna Contardo
Rosanna Contardo (Roma, 23 settembre 1943) è un'ex nuotatrice italiana.

## Biografia
Nata nel 1943 a Roma, a 16 anni ha partecipato ai Giochi olimpici di Roma 1960, nella staffetta 4x100 m stile libero, insieme a Daniela Beneck, Anna Maria Cecchi, Maria Cristina Pacifici e Paola Saini, chiudendo 7ª in finale in 4'26"8, dopo aver passato la sua batteria con il 4º posto e il tempo di 4'31"8.